# 摩尼教抄本殘頁 MIK III 4974
摩尼教抄本殘頁編號「 4974」是一張收藏於德國柏林亞洲藝術博物館的摩尼教泥金裝飾手抄本殘頁斷片，繪製於公元10世紀，20世紀初被德國吐魯番考察隊發現於新疆高昌故城。殘頁長7.9釐米、寬15.5釐米，正面中心位置繪製纖細畫插圖一幅，上書以摩尼字母寫成的中古波斯語祝禱經文，表明這張殘頁原是屬於一本摩尼教聖儀書。:285

## 圖像解析
殘頁背面沒有任何裝飾圖案，僅僅以黑字竪排書寫兩欄經文。正面左右兩側以黑字竪排書寫兩欄共計12行經文，頁面四個角落處繪有人像和花紋裝飾，最顯眼的中間位置被一幅大型插圖所佔據。
匈牙利亞洲宗教藝術史學家古樂慈將插圖命名為「信仰的成果」（Work of the Religion）和「光明的救贖同神之手」（Salvation of the Light with God’s Hand），因為此圖闡釋了摩尼教的核心救贖論——將光明體從禁錮它的暗黑物質中拯救出來。圖中可見兩名平信徒（聽者）跪坐在紅邊綠色地毯上，懷抱鑲金的典籍。他們面前擺放的一隻三足金盤裡盛滿新鮮瓜果，是平信徒為選民（教士）奉獻的素食。畫面左側的兩個大型跪坐人像就是摩尼教的選民，他們頭戴白色高冠，身穿白色長袍，這些都是摩尼教的典型服飾。因為摩尼教認為植物相比動物含有更多光明因子，所以教徒只選用水果糕點等一類素食。在食用瓜果後，選民的身體會將光明釋放，意即讓光明因子重獲自由。伴隨讚美詩和聖詠的吟唱聲，自選民體內釋放的光明因子踏上返回光明王國的旅程。畫面右側中間偏上位置繪有金色的新月日輪圖案，日月在此作為容器（船隻），承載光明因子重返至高之神明尊的王國。畫面右上方伸出的右手象徵明尊的蒞臨，以「神之手」的藝術形式來呈現明尊接引滿載光明因子的日月船這一情景。在摩尼教文獻中有豐富的內容敍述「信仰的成果」這一主題，很好地印證了該圖所傳達的教義內涵。
這幅出自新疆高昌的插圖完全沒有受到所在地文化的影響，完整保存了西亞的藝術傳統。比如該圖完全沒有採用在其他摩尼教藝術中經常出現的回鶻服飾、中原文化風格的家具、其他室內陳設等物質構件，或蓮花、曼荼羅一類的西域佛教藝術圖像。因此，這幅插圖的風格應是與教主摩尼在世時於薩珊王朝時代的美索不達米亞所繪製的圖像風格一脈相承；其中沒有任何佛教元素，而且「神之手」更是廣義的西方文化（西亞、北非、歐洲）中所獨有的藝術表現形式。:287綜上所述，這幅插圖很有可能是直接來源於摩尼親手所繪的摩尼教「圖經」《大二宗圖》，換言之，該圖呈現的應是摩尼教初創時期最純粹本質的、沒有被其他文化所滲入影響的西亞藝術風格。